# Ali Pur
Ali Pur é uma vila no distrito de North West, no estado indiano de Delhi.

## Demografia

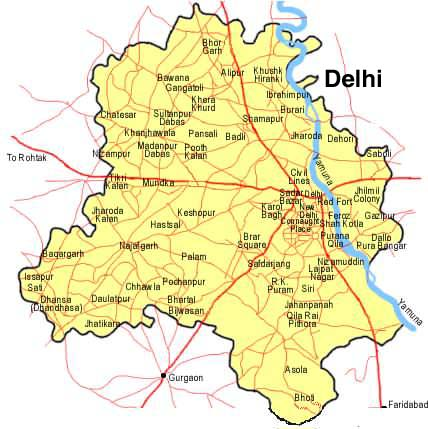
Map of Delhi showing location of Alipur

Segundo o censo de 2001, Ali Pur tinha uma população de 16 623 habitantes. Os indivíduos do sexo masculino constituem 58% da população e os do sexo feminino 42%. Ali Pur tem uma taxa de literacia de 68%, superior à média nacional de 59,5%; com 63% para o sexo masculino e 37% para o sexo feminino. 15% da população está abaixo dos 6 anos de idade.

## Educação
Ali Pur possui um colégio chamado Swami Shraddhanand que faz parte da Universidade de Deli. 
- Swami Shraddhanand College

## Templos
- Templo Jain, Templo sai, Gurudwara, Peer Sahib

## Atrações
- Parque Aquático Splash (Splash water park)